# Enacrosoma anomalum
Espèce
Synonymes
- Epeira anomala Taczanowski, 1873
- Glyptogona sexlobata Simon, 1895
- Glyptogona leprosa Simon, 1897

Enacrosoma anomalum est une espèce d'araignées aranéomorphes de la famille des Araneidae.

## Distribution
Cette espèce se rencontre en Amérique du Sud, au Pérou, en Colombie, au Venezuela, au Brésil et en Guyane.

## Description
Les mâles mesurent de 1,8 à 2,2 mm et les femelles de 2,3 à 3,1 mm.

## Publication originale
- Taczanowski, 1873 : Les aranéides de la Guyane française. Horae Societatis Entomologicae Rossicae, vol. 9, p. 113-150 & 261-286.